# Anna Incerti

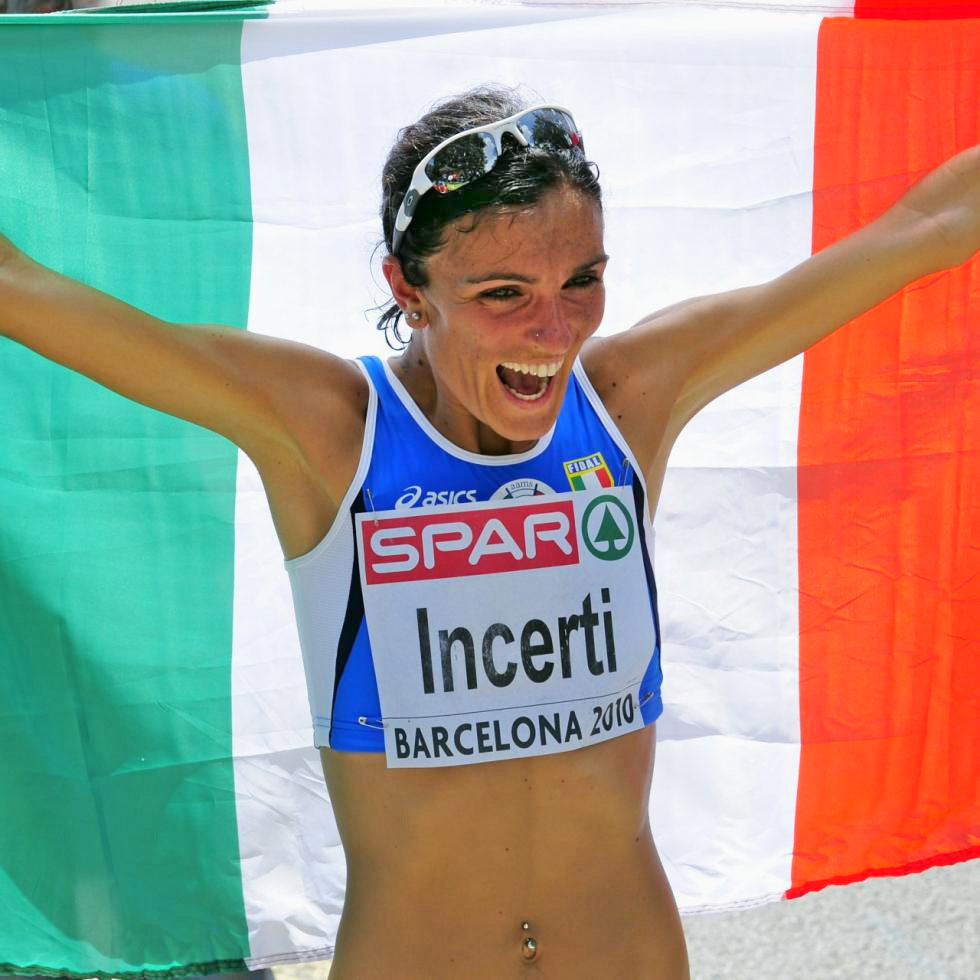
Anna Incerti bei den Europameisterschaften 2010 in Barcelona

Anna Incerti (* 19. Januar 1980 in Palermo) ist eine italienische Langstreckenläuferin, die sich auf Straßenläufe spezialisiert hat.
2003 gewann sie bei der Universiade in Daegu die Bronzemedaille im 10.000-Meter-Lauf und kam bei den Halbmarathon-Weltmeisterschaften in Vilamoura auf den 32. Platz. Bei ihrer Premiere über die 42,195-km-Distanz siegte sie beim Florenz-Marathon in einer Zeit von 2:34:40 h und wurde dadurch gleichzeitig italienische Meisterin. 2004 wurde sie Zweite bei Roma – Ostia und beim Udine-Halbmarathon.
Nachdem sie eine Saison verletzungsbedingt aussetzen musste, wurde sie beim Marathon der Europameisterschaften 2006 in Göteborg Neunte. Im Jahr darauf wurde sie Dritte bei Roma – Ostia und Zweite beim Udine-Halbmarathon. Beim Marathon der Weltmeisterschaften in Osaka kam sie auf Rang 17, bei den Straßenlauf-Weltmeisterschaften in Udine auf Rang 23.
2008 belegte sie beim Marathon der Olympischen Spiele in Peking den 14. Platz, gewann den Mailand-Marathon und stellte als Siegerin der Sant Silvestre Barcelonesa mit 32:12 min einen nationalen Rekord im 10-km-Straßenlauf auf.
2009 siegte Incerti bei Roma – Ostia, wurde Fünfte beim Rom-Marathon und gewann im Halbmarathon Gold bei den Mittelmeerspielen in Pescara. Im folgenden Jahr errang sie bei den Europameisterschaften in Barcelona die Goldmedaille im Marathonlauf. Ursprünglich Dritte, rückte sie nach der Disqualifikation der litauischen Siegerin Živilė Balčiūnaitė und der zweitplatzierten Russin Nailja Julamanowa, jeweils wegen Dopings, auf den ersten Rang vor. Ende Januar 2011 steigerte sie ihre Bestleistung beim Osaka Women’s Marathon auf 2:27:33 h und belegte den vierten Platz. Einen Monat später feierte sie ihren zweiten Sieg bei Roma – Ostia und unterbot den bisherigen Streckenrekord um neun Sekunden. Im März wurde sie bei der Stramilano Zweite. Beim Berlin-Marathon belegte sie in 2:25:32 h den sechsten Platz.
Anna Incerti ist 1,68 m groß und wiegt 44 kg. Sie startet für den Verein Fiamme Azzurre Roma und wird von Tommaso Ticali trainiert.

## Bestleistungen
- 3000 m: 9:09,42 min, 10. September 2003, Rovereto
- 5000 m: 15:29,06 min, 8. Mai 2009, Catania
- 10.000 m: 33:19,01 min, 11. Mai 2003, Lumezzane
- 10-km-Straßenlauf: 32:12 min, 28. Dezember 2008, Barcelona (italienischer Rekord)
- Halbmarathon: 1:09:06 h, 27. Februar 2011, Ostia
- Marathon: 2:25:32 h, 25. September 2011, Berlin